# Konstantyn II (książę Armenii Mniejszej)
Konstantyn II (ormiański: Կոստանդին Բ) czwarty książę Armenii Cylicyjskiej z dynastii Rubenidów, tytułowany również Panem Gór. Informacje na jego temat są szczątkowe. Data jego narodzin jest nieznana a data śmierci pozostaje przedmiotem sporów. Zmarł albo w 1129 albo w 1130 roku. Część współczesnych historyków kwestionuje nawet istnienie Konstantyna i twierdzi iż Toros I zmarł bez męskiego potomka a władzę po nim objął od razu jego brat Leon I. 
Postać Konstantyna II pojawia się w Chronique Rimée de la Petite Arménie (Rymowana Kronika Armenii Małej) autorstwa Wahrama z Edessy. Podaje on, że Konstantyn był synem Torosa I i jego nieznanej z imienia żony a po śmierci ojca odziedziczył tron. Rządził jednak tylko kilka miesięcy gdyż w wyniku intryg pałacowych został uwięziony i otruty a władzę przejął Leon I:

Po śmierci Torosa, jego jedyny syn i dziedzic został uwięziony przez niegodziwych ludzi, którzy podali mu także truciznę, władzę nad księstwem przejął zaś Leon, brat Torosa.